# Happy Socks
Happy Socks (v překladu z angličtiny "veselé ponožky") je švédský výrobce ponožek a spodního prádla, sídlící ve Stockholmu. Jedná se o celosvětově známou společnost, která prodává v 90 zemích světa.

## Historie
Značka Happy Socks vznikla v roce 2008 ve městě Stockholm. Jejími zakladateli jsou kamarádi Viktor Tell a Mikael Söderlindh. Základní myšlenka společnosti byla, odstranit stereotypy každodenního života. Šířit štěstí a radost prostřednictvím každodenních potřeb, jako jsou ponožky a spodní prádlo, se stalo symbolem této značky.

## Spolupráce
První spoluprací, která vznikla, byla se Švédskou kapelou Miike Snow. V roce 2013 vznikla kampaň na sv. Valentýna, kterou vytvořil umělec a výtvarník Curtis Kulig. Tato kampaň měla základ v kultovním projektu Love Me, výtvarníka Kuliga, která odstartovala street artový fenomén. Speciální kolekce ponožek vznikla na základě boje proti AIDS, s módním návrhářem Gilesem Deaconem.
Značka spolupracuje krom designérů a módních návrhářů, také s herci a herečkami, či hvězdami hudebního světa. Příkladem je americký rapper Snopp Dog.